# Кубок Грузії з футболу 1995—1996
Кубок Грузії з футболу 1995–1996 — (також відомий як Кубок Давида Кіпіані) 6-й розіграш кубкового футбольного турніру у Грузії. Титул вп'яте поспіль здобуло Динамо (Тбілісі).

## Перший раунд
| Команда 1                  | Заг.    | Команда 2              | 1-й матч | 2-й матч |
| -------------------------- | ------- | ---------------------- | -------- | -------- |
| Ажелі (Абаша) (2)          | 3:6     | Іверія (Хашурі)        | 3:2      | 0:4      |
| Університеті (Тбілісі) (2) | 1:10    | Торпедо (Кутаїсі)      | 0:6      | 1:4      |
| Армазі (Мцхета) (2)        | 2:3     | Динамо-2 (Тбілісі) (2) | 1:1      | 1:2      |
| Мретебі (Тбілісі) (2)      | 2:4     | Діла (Горі)            | 1:2      | 1:2      |
| Іберія (Карелі) (2)        | 3:9     | Егрісі (Сенакі)        | 1:1      | 2:8      |
| Магароелі (2)              | 2:4     | Динамо-Одіші (Зугдіді) | 2:1      | 0:3      |
| Рцмена (Кутаїсі) (2)       | 2:7     | Маргветі (Зестафоні)   | 0:1      | 2:6      |
| Кахеті (Телаві)            | 2:1     | Шевардені-1906         | 0:0      | 2:1      |
| Дуруджі (Кварелі)          | 2:9     | Колхеті-1913 (Поті)    | 2:4      | 0:5      |
| Гурія                      | 4:8     | Металург (Руставі)     | 2:3      | 2:5      |
| ССС-Академія (Тбілісі) (2) | 3:0     | Алгеті (Марнеулі) (2)  | 2:0      | 1:0      |
| Мерані-91 (2)              | 1:1 (ч) | Сіоні                  | 1:1      | 0:0      |

## Другий раунд
| Команда 1                  | Заг.    | Команда 2              | 1-й матч | 2-й матч |
| -------------------------- | ------- | ---------------------- | -------- | -------- |
| Самтредіа                  | 4:1     | Іверія (Хашурі)        | 2:0      | 2:1      |
| Торпедо (Кутаїсі)          | 7:4     | Динамо-2 (Тбілісі) (2) | 4:1      | 3:3      |
| Діла (Горі)                | +:-     | Егрісі (Сенакі)        | 4:2      | +:-      |
| Динамо-Одіші (Зугдіді)     | 6:6 (ч) | Маргветі (Зестафоні)   | 4:4      | 2:2      |
| Кахеті (Телаві)            | 2:4     | Колхеті-1913 (Поті)    | 1:1      | 1:3      |
| Металург (Руставі)         | 1:2     | Динамо (Батумі)        | 1:0      | 0:2      |
| ССС-Академія (Тбілісі) (2) | 2:2 (ч) | Сіоні                  | 1:0      | 1:2      |

## 1/4 фіналу
| Команда 1                  | Заг. | Команда 2            | 1-й матч | 2-й матч |
| -------------------------- | ---- | -------------------- | -------- | -------- |
| Торпедо (Кутаїсі)          | 0:2  | Самтредіа            | 0:0      | 0:2      |
| Діла (Горі)                | 0:7  | Динамо (Тбілісі)     | 0:3      | 0:4      |
| Колхеті-1913 (Поті)        | 2:3  | Маргветі (Зестафоні) | 2:2      | 0:1      |
| ССС-Академія (Тбілісі) (2) | 0:4  | Динамо (Батумі)      | 0:0      | 0:4      |

## 1/2 фіналу
| Команда 1       | Заг. | Команда 2            | 1-й матч | 2-й матч |
| --------------- | ---- | -------------------- | -------- | -------- |
| Самтредіа       | 1:4  | Динамо (Тбілісі)     | 1:1      | 0:3      |
| Динамо (Батумі) | 3:1  | Маргветі (Зестафоні) | 1:0      | 2:1      |

## Фінал
| 26 травня 1996 |

| Динамо (Тбілісі) | 1:0 дч   | Динамо (Батумі) |
| ---------------- | -------- | --------------- |
| Іналішвілі 96'   | Протокол |                 |

| Динамо Арена імені Бориса Пайчадзе, Тбілісі Глядачів: 30 000 Арбітр: Тамаз Лацабідзе |